# صورة الغلاف

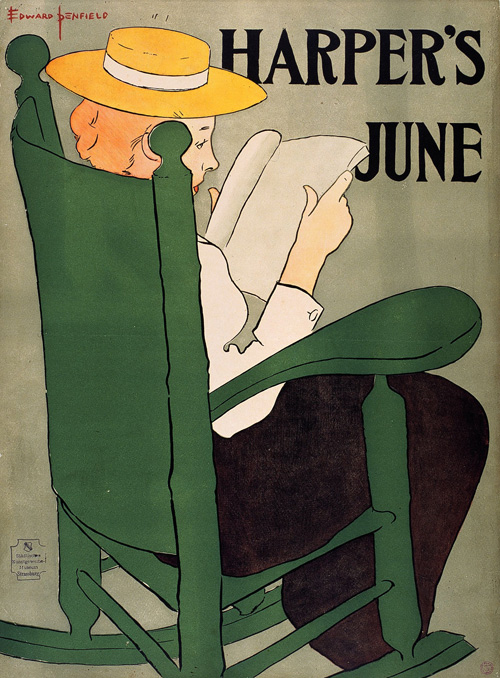
صورة غلاف كتاب

صورة الغلاف هي نوع من الأعمال الفنية يتم تقديمها توضيحًا أو صورة فوتوغرافية على الجزء الخارجي من منتج مثل كتاب أو مجلة أو جريدة أو لعبة فيديو أو قرص DVD أو قرص مضغوط أو شريط فيديو أو ألبوم موسيقي. تمتلك الصورة وظيفة تجارية في المقام الأول، على سبيل المثال للترويج للمنتج الذي يُعرض، ولكن قد يكون له أيضًا وظيفة جمالية.